# Alfamén
Alfamén là một đô thị ở tỉnh Zaragoza, Aragon, Tây Ban Nha. Theo điều tra dân số 2004 (INE), đô thị này có dân số là 1.507 người, diện tích là 102 ki-lô-mét vuông.